# Bierna (Silésie)
Pour les articles homonymes, voir Bierna.
Bierna (prononciation : [ˈbjɛrna]) est une localité polonaise de la gmina de Łodygowice, située dans le powiat de Żywiec en voïvodie de Silésie.